# Pakens
Pakens ist ein Dorf in der Gemeinde Wangerland im Landkreis Friesland im nördlichen Niedersachsen.

## Geografie
Pakens liegt im Jeverland, rund zwölf Kilometer nordwestlich von Wilhelmshaven, einem Kilometer westlich von Hooksiel und damit einem Kilometer westlich der Landstraße 810, die von Wilhelmshaven über Hooksiel nach Horumersiel und Schillig an die Nordseeküste führt.

## Sehenswürdigkeiten

### Kirche

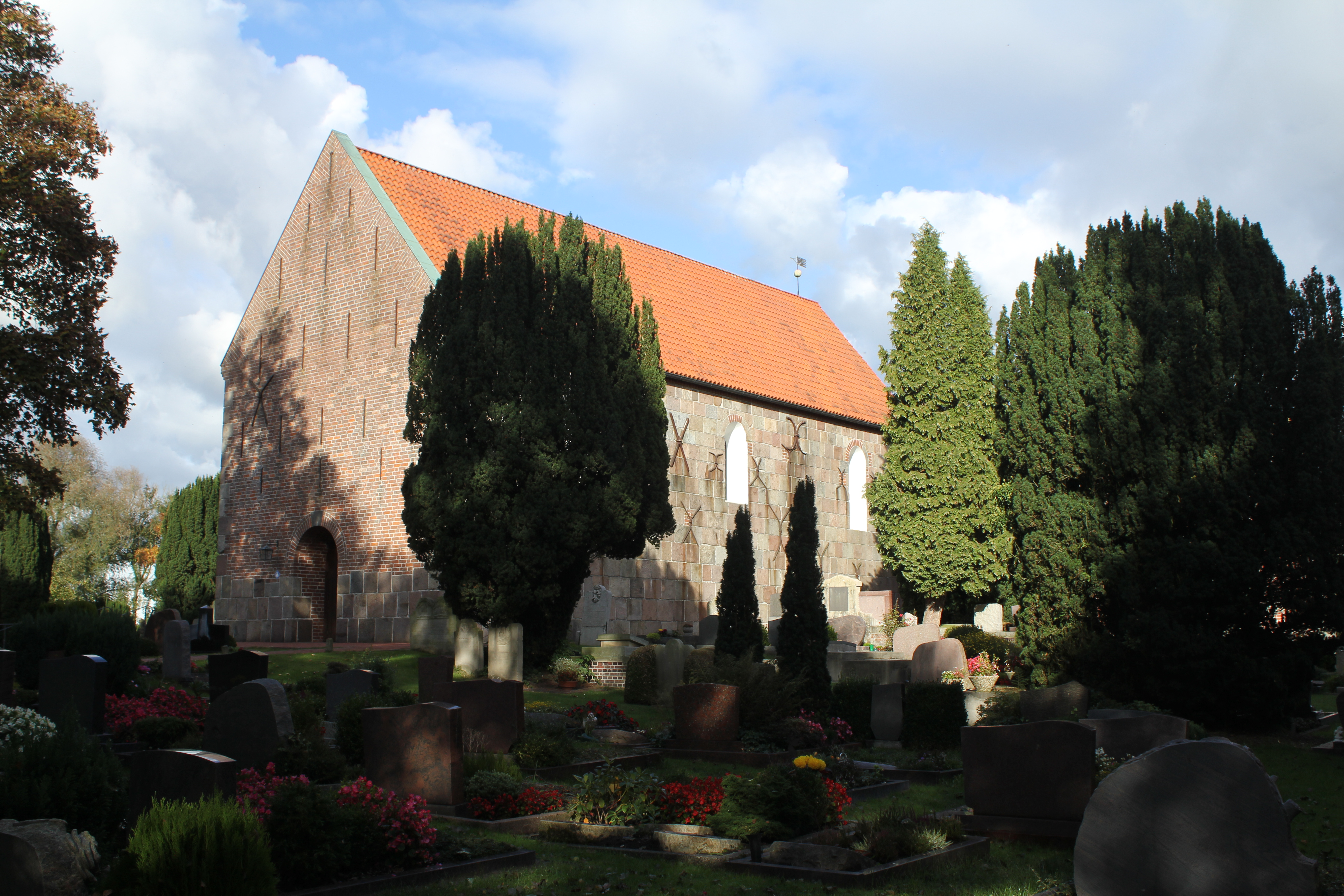
Kirche zum Heiligen Kreuz Pakens

Die evangelisch-lutherische Kirche zum Heiligen Kreuz ist ein einschiffiger spätromanischer Granitquaderbau aus der zweiten Hälfte des 13. Jahrhunderts. Die Westwand wurde 1782 in Backstein erneuert.
Die Orgel wurde 1664 von Joachim Richborn aus Hamburg geschaffen. Die Gemälde auf den Klappflügeln des Orgelprospekts zeigen eine Kriegerschar und musizierende Engel. Die Signatur lautet Ludewig Grimmers, 1679.
Im Jahr 1909 wurde Kirchengemeinde Wüppels mit der Kirchengemeinde St. Joost zu einer Kirchengemeinde verbunden. Sie bildet zusammen mit Pakens-Hooksiel ein Gemeinschaftspfarramt.